# Kirby (personagem)
Kirby (カービィ, Kābī) é o protagonista titular da série de jogos eletrônicos Kirby desenvolvidos pela Nintendo e pela HAL Laboratory. Kirby já apareceu em mais de vinte jogos desde 1992 e estrelou em sua própria série animada(Anime Kirby: Right Back at Ya!). A série Kirby já vendeu mais de 33 milhões de unidades em todo o mundo. Os jogos principais da série são jogos de plataforma. Ele apareceu pela primeira vez em 1992 em Kirby's Dream Land para o Game Boy. Originalmente um personagem de espaço reservado, criado por Masahiro Sakurai, aos 19 anos, para o desenvolvimento inicial do jogo, desde então ele estrelou em mais de 20 jogos, variando de ação jogos de plataforma para quebra-cabeça, corrida e até pinball, e tem sido apresentado como um lutador jogável em todos os jogos Super Smash Bros. Os principais jogos do Kirby sempre têm com as mesmas habilidades básicas, ele pode caminhar, correr, saltar, flutuar, e inalar e cuspir ou engolir seus inimigos. Após Kirby's Dream Land, Kirby conseguiu ganhar as habilidades dos inimigos que ele engoliu, como Fogo, Espada, Lutador, Água, Gelo e Gume. Kirby também tem seu próprio anime e mangá. Desde 1999, ele é dublado por Makiko Ohmoto.
Kirby é  uma entidade cósmica, uma bola rosa antropomorfizada com habilidades de sugar oponentes e incorporar o poder deles, cuspi-los ou engoli-los. Os vilões que ele encontra tipicamente ameaçam o seu lar de Dream Land (プププ ランド Pupupuland) sobre o planeta Pop Star, mais frequentemente Rei Dedede ou Meta Knight, que eventualmente se tornaram seus aliados.

## Origens
Masahiro Sakurai, designer da empresa Nintendo, propôs no início dos anos 1990 o design do POPOPO e de seu inimigo jurado DeDeDe para um jogo de plataforma para iniciantes. Antes de considerar qualquer projeto, Masahiro Sakurai começou criando uma bola redonda com braços e pernas para facilitar o trabalho dos animadores. No entanto, com o tempo, a equipe de produção se apegou a esse personagem fofo e optou por mantê-lo. O personagem então sendo validado, foi uma oportunidade para Nintendo agradecer novamente seu advogado, John Kirby, que defendeu Nintendo em uma mídia própria de 1982 a 1986 se opondo ele para a Universal (caso Donkey Kong). Assim nasceu o personagem Kirby.

## Habilidades
- Inflação: O corpo de Kirby é muito resistente e flexível permitindo que Kirby infle seu corpo, podendo voar. Quando o fôlego de Kirby acaba ele solta o ar e volta ao normal. Nos jogos, o ar liberado pode ser usado como um tipo de ataque contra criaturas mais fracas.
- Aspiração: A principal e mais famosa técnica de Kirby, que ele usa no anime e nos jogos. Assim que qualquer ser ou substância é engolida, Kirby pode copiar suas habilidades, fazendo-o se transformar. Esta habilidade é voluntária, ou seja, Kirby só se transformará se ele quiser. Após o Kirby engolir os inimigos, eles serão teleportados para outro lugar do universo[1]
- Elasticidade: A flexibilidade de Kirby permite que ele não se machuque por mais que o inimigo o estique ou amasse.
- Convocar estrela: Kirby tem a habilidade de chamar uma estrela e usá-la como uma pequena nave. Habilidade vista desde o primeiro jogo da série, Kirby's Dream Land (e também no anime, onde ela só pode ser convocada por Tiff).
- Agilidade: Kirby por ser muito flexível e leve, fica muito ágil, podendo dar grandes saltos mortais, dar cambalhota, girar, dar ótimos e fortes golpes, correr com velocidade, dar poderosas rasteiras e criar ventos devastadores.
- Ajudante: Em alguns jogos, Kirby pode criar um ajudante de acordo com seus poderes atuais. Ele perde tais poderes, e o ajudante fica exatamente igual a quem Kirby absorveu para adquirir o poder.

## Habilidades de cópia
Através de toda a série, o Kirby consegue várias habilidades de cópia diferentes, e elas são:
Água, Animal,
Aranha,
Areia,
Arqueiro, 
Artist,
Asas,
Backdrop,
Ball,
Balloon,
Bomba,
Broca,
Bubble,
Cabum,
Chicote,
Circo,
Combate,
Copy,
Cupid,
Doutor,
Escaravelho,
Espada,
Espelho,
Explorador,
Faísca,
Fantasma,
Faxina,
Festival,
Fogo,
Folha,
Freeze,
Gelatina,
Gelo,
Gume,
Ioiô,
Jato,
Lança,
Laser,
Light,
Luta Livre,
Lutador,
Magic,
Maqui,
Martelo,
Mestre-cuca,
Metal,
Microfone,
Mini,
Míssil,
Ninja,
Ouriço,
OVNI,
Pedra,
Pintor,
Plasma,
Poison,
Psíquico,
Raio, 
Roda,
Sinos,
Smash Bros.,
Sombrinha,
Sono,
Staff,
Supersalto,
Throw,
Tocha e Tornado

## Personagens aliados
Em Kirby's Dream Land, Kirby tinha a aparência de uma simples bola branca (no Ocidente; a aparência é rosa na versão japonesa). A partir dos episódios seguintes, ele se tornará, como o conhecemos hoje, rosa. Apesar de sua aparência fofa, Kirby possui poderes que o fazem se destacar. Na verdade, a particularidade de Kirby é que ele pode sugar (como um aspirador de pó com maior potência) tudo o que vê, sejam objetos ou inimigos. Ele pode voar ao sugar o ar, que depois cospe. Ele também pode recuperar a vida comendo Maxim-Tomates, refrigerantes (outros alimentos aparecerão mais tarde, fazendo-o recuperar mais ou menos energia), pirulitos tornando-o invencível por um tempo e, como na maioria dos jogos de plataforma, bônus que o fazem recuperar uma vida.
No videogame Kirby's Adventure, Kirby tem uma nova habilidade: ele pode copiar os poderes de seus oponentes engolindo-os depois de sugá-los. Em seguida, em Kirby's Dream Land 2, ele pode obter ajuda de seus amigos que não são nada menos que um hamster (Rick), um peixe (Kine) e uma coruja (Coo). Na terceira parte, quatro outros se juntarão a eles: um polvo (Chuchu), um pássaro (Pitch), um gato (Nago), bem como um antigo Dark Matter (inimigos do jogo) reconvertido que se juntou ao grupo de Kirby (Gooey).
O objetivo de Kirby é proteger seu planeta Popstar, que tem a aparência de uma estrela, dos invasores que tentam controlá-lo. Assim, o último enfrentou vários inimigos como Rei Dedede, Meta Knight, Dark Matter, Zero (chamado em Kirby 64 02 (Zero-Two)), Nightmare, Dyna Blade, Magolor e muitos outros. Ele também fez várias aparições na série Super Smash Bros., e sua skin é usada no jogo The Legend of Zelda: Link's Awakening. Com o sucesso dos videogames Kirby, o personagem e seu universo tiveram direito a uma série animada, Kirby: Right Back at Ya!, que, se não retoma a história dos diferentes jogos, mantem muitos dos personagens recorrentes do universo com a adição de alguns recém-chegados.

## Kirby na série Super Smash Bros.
Em 1999, a Nintendo e a HAL Laboratory lançaram um jogo de luta multijogador chamado Super Smash Bros. no Nintendo 64. O jogo contém 12 mascotes da Nintendo, incluindo Kirby. Super Smash Bros. Melee, a sequência para o GameCube, foi lançada logo após o console, em 2001. Em 2008, Kirby reapareceu em Super Smash Bros. Brawl para o Wii, como um dos 8 veteranos da série. Em 2014, Kirby retornou em Super Smash Bros. for Nintendo 3DS e Wii U no Nintendo 3DS e no Wii U. Ele finalmente retornou para o último jogo, Super Smash Bros. Ultimate no Nintendo Switch. Sua jogabilidade é próxima à dos jogos originais, e além de sua capacidade natural de absorção, faz uso de ataques que pode utilizar em outros jogos engolindo os adversários.

## Jogos
- Kirby's Dream Land (Game Boy, 1992)
- Kirby's Adventure (Famicom/NES, 1993)
- Kirby's Dream Land 2 (Game Boy, 1995)
- Kirby Super Star (Super Famicom/Super NES, 1996)
- Kirby's Dream Land 3 (Super Famicom/Super NES, 1997)
- Kirby 64: The Crystal Shards (Nintendo 64, 2000)
- Kirby & the Amazing Mirror (Game Boy Advance, 2004)
- Kirby: Squeak Squad (DS, 2006)
- Kirby's Return to Dream Land (Wii, 2011)
- Kirby: Triple Deluxe (3DS, 2014)
- Kirby: Planet Robobot (3DS, 2016)
- Kirby Star Allies (Nintendo Switch, 2018)
- Kirby and the Forgotten Land (Nintendo Switch, 2022)

### Jogos derivados
- Kirby's Pinball Land (Game Boy, 1993)
- Kirby's Dream Course (Super Famicom, 1994/Super Nintendo, 1995)
- Kirby's Avalanche (Super Nintendo, 1995)
- Kirby's Block Ball (Game Boy, 1995)
- Kirby's Star Stacker (Game Boy, 1997)
- Kirby no Kirakira Kizzu (Super Famicom, 1998)
- Kirby Tilt 'n' Tumble (Game Boy Color, 2000/2001)
- Kirby Air Ride (GameCube, 2003)
- Kirby: Canvas Curse (DS, 2005)
- Kirby's Epic Yarn (Wii, 2010)
- Kirby Mass Attack (DS, 2011)
- Kirby and the Rainbow Curse (Wii U, 2015)
- Kirby Battle Royale (3DS, 2018)
- Super Kirby Clash (Nintendo Switch, 2019)
- Kirby Fighters 2 (Nintendo Switch, 2020)
- Kirby's Dream Buffet (Nintendo Switch, 2022)

### Remakese coletâneas
- Kirby: Nightmare in Dream Land (Game Boy Advance, 2002)
- Kirby Super Star Ultra (DS, 2008)
- Kirby's Dream Collection (Wii, 2012)
- Kirby's Extra Epic Yarn (3DS, 2019)
- Kirby's Return to Dream Land Deluxe (Nintendo Switch, 2023)

### Outras aparições
- The Legend of Zelda: Link's Awakening (Game Boy/Game Boy Color, 1993)
- Super Smash Bros. (Nintendo 64, 1999)
- Super Smash Bros. Melee (GameCube, 2001)
- Super Smash Bros. Brawl (Wii, 2008)
- Super Smash Bros. for Nintendo 3DS e Wii U (Nintendo 3DS e Wii U, 2014)
- Super Smash Bros. Ultimate (Nintendo Switch, 2018)